# Жак-Луї Соре
Жак Луї Соре́ (фр. Jacques-Louis Soret, 30 червня 1827, Женева — 13 травня 1890, Женева) — швейцарський хімік та фізик. Спектроскопічно відкрив елемент гольмій.
Жак Луї Соре вивчав медичну фізику в Женевському університеті з 1873 по 1876 роки. Працював разом з Марком Делафонтеном там же у Женевському університеті й відкрив незалежно від нього елемент Гольмій.
Жак Луї Соре вперше описав структуру озону як трьохатомну алотропну модифікацію Оксигену працюючи у 1862–1863 роках у лабораторії Вільгельма Бунзена.
В честь нього також названо смугу поглинання в УФ спектрі Гемоглобіну — Смуга Соре.
У 1880–1882 роках займав посаду ректора Женевського університету. З 1890 член Французької академії наук.